# Islamofobisk trop
Islamofobiska troper, även kända som antimuslimska troper, är sensationella rapporter, felaktiga framställningar eller påhitt som rör muslimer som etnicitet eller islam som religion.
Sedan 1900-talet har illvilliga anklagelser om muslimer i allt större utsträckning förekommit och återkommit som ett motiv i islamofobiska troper, ofta i form av förtal, stereotyper eller konspirationsteorier. Dessa troper framställer vanligtvis muslimer som våldsamma, förtryckande eller i grunden extremistiska, och vissa innehåller även förnekelse eller trivialisering av historiska orättvisor mot muslimska samfund. Dessa stereotyper har bidragit till diskriminering, hatbrott och systematisk marginalisering av muslimer genom historien.
Under kolonialtiden främjade europeiska makter stereotypen av muslimer som i sig despotiska och bakåtsträvande för att legitimera kejserligt styre över länder med muslimsk majoritet. Dessa troper framställde ofta islam som oförenlig med modernitet och demokrati, vilket förstärkte politik för kulturellt förtryck och ekonomiskt utnyttjande.
Under 1900- och 2000-talen utvecklades islamofobiska berättelser till moderna konspirationsteorier, särskilt uppfattningen att muslimer försöker "islamisera" västvärlden eller att de utgör en hemlig femte kolonn som konspirerar mot icke-muslimska samhällen. Framväxten av islamistiska extremistgrupper under de senaste decennierna har använts för att rättfärdiga breda generaliseringar om muslimer som i sig våldsamma eller sympatiska med terrorism. Dessa troper har gett näring åt politik som övervakning av muslimska samfund, restriktioner för religiösa utövningar (inklusive hijabförbud) och fullständiga förbud mot muslimsk invandring i vissa länder.
De flesta samtida islamofobiska troper handlar antingen om överdrift av våld begått av muslimer eller förnekelse eller trivialisering av våld mot muslimer. Vanliga exempel inkluderar påståendet att muslimer "spelar offer" för att manipulera den allmänna uppfattningen, eller att islam är ensamt ansvarig för terrorism samtidigt som man ignorerar eller bagatelliserar våld som begås av icke-muslimer. Under senare år har förnekandet eller rättfärdigandet av kränkningar av mänskliga rättigheter mot muslimer, såsom förföljelsen av rohingyafolket i Myanmar eller interneringen av uigurer i Kina, varit en central del av den islamofobiska diskursen.

## Demografi- och migrationstroper och konspirationsteorier

### Det vita folkmordet
Sedan början av 2000-talet, särskilt efter den europeiska migrantkrisen 2015, har konspirationsteorin om det vita folkmordet i allt högre grad riktat sig mot muslimer. Teorin påstår felaktigt att muslimsk invandring och högre födelsetal är en del av en samordnad insats för att ersätta vita befolkningar i Europa och Nordamerika. Denna berättelse drivs ofta av högerextrema personer, som framställer muslimska migranter som ett existentiellt hot mot den västerländska civilisationen och inramar deras närvaro som en "invasion" snarare än naturliga demografiska förändringar orsakade av konflikt, globalisering och arbetskraftsinvandring.
Mycket av denna retorik är rotad i rädsla för kulturell och religiös förändring, där islam framställs som i sig oförenlig med västerländska värderingar. Förespråkare för konspirationsteorin kopplar den ofta till bredare islamofobiska troper, inklusive tron att muslimer vägrar att assimilera sig och strävar efter att införa islamisk lag (sharia) på icke-muslimska samhällen.
Termen "Folkutbyte" skapades av en fransman vid namn Renaud Camus år 2011 och identifierade invandringspolitiken som den viktigaste frågan som påverkade förändringen i Frankrikes demografi. Tron på den vita folkmordsteorin har kopplats till terrorhandlingar riktade mot muslimska samhällen. Bland anmärkningsvärda incidenter finns skjutningarna i Christchurch-moskén i Nya Zeeland 2019, där angriparen uttryckligen citerade teorin om den stora ersättningen i sitt manifest innan han dödade 51 bedjande. Andra våldsamma attacker motiverade av liknande ideologi inkluderar moskéskjutningen i Quebec City 2017 och lastbilsattacken i London, Ontario 2021, vilka båda riktade sig mot muslimska familjer.

#### Versioner som inkluderar icke-muslimer
Varianter av tropen har också använts mot andra grupper, inklusive judar och svarta sydafrikaner. Dessa versioner av konspirationsteorin inkluderar ofta även islamofobi eller används i försök att rättfärdiga politik som är partisk mot muslimska invandrare.
I konspirationsteorin om folkutbyte karakteriseras judar ofta som hjärnorna bakom det stora ersättandet medan invandrarna är muslimer eller någon annan grupp. Vissa varianter av teorin hävdar att västerländska politiska eliter (ofta beskrivna som judiska eller antydda att vara sådana) avsiktligt möjliggör massinvandring av muslimer för att urvattna nationella identiteter, en berättelse som återspeglas i slagord som "den stora ersättningen", populariserad av personer som den franske författaren Renaud Camus.

### Migration till Storbritannien och Australien

#### Groominggäng (Storbritannien)
Högerextrema politiker och mediebolag har marknadsfört föreställningen om "muslimska groominggäng" i Storbritannien och selektivt förstärkt fall som involverar muslimska förövare av pakistanskt ursprung samtidigt som de tonar ner eller ignorerar liknande brott som begåtts av icke-muslimer.

#### Invandringspolitik i Australien
En annan variant av teorin om det vita folkmordet hävdade att våldsamma rån mot sydafrikanska bönder var ett försök att begå folkmord mot Sydafrikas vita minoritet. År 2018 försökte högerorienterade australiensiske politikern Peter Dutton argumentera för att vita sydafrikaner borde få asylstatus i Australien, trots att Dutton var positiv till Australiens extremt hårda behandling av andra asylsökande. Dutton argumenterade år 2025 personligen emot att palestinska asylsökande skulle få australiskt uppehållstillstånd, trots att de redan i allmänhet fick ogynnsam behandling i landet. Dutton beskrev tidigare libanesisk invandring som ett "misstag".

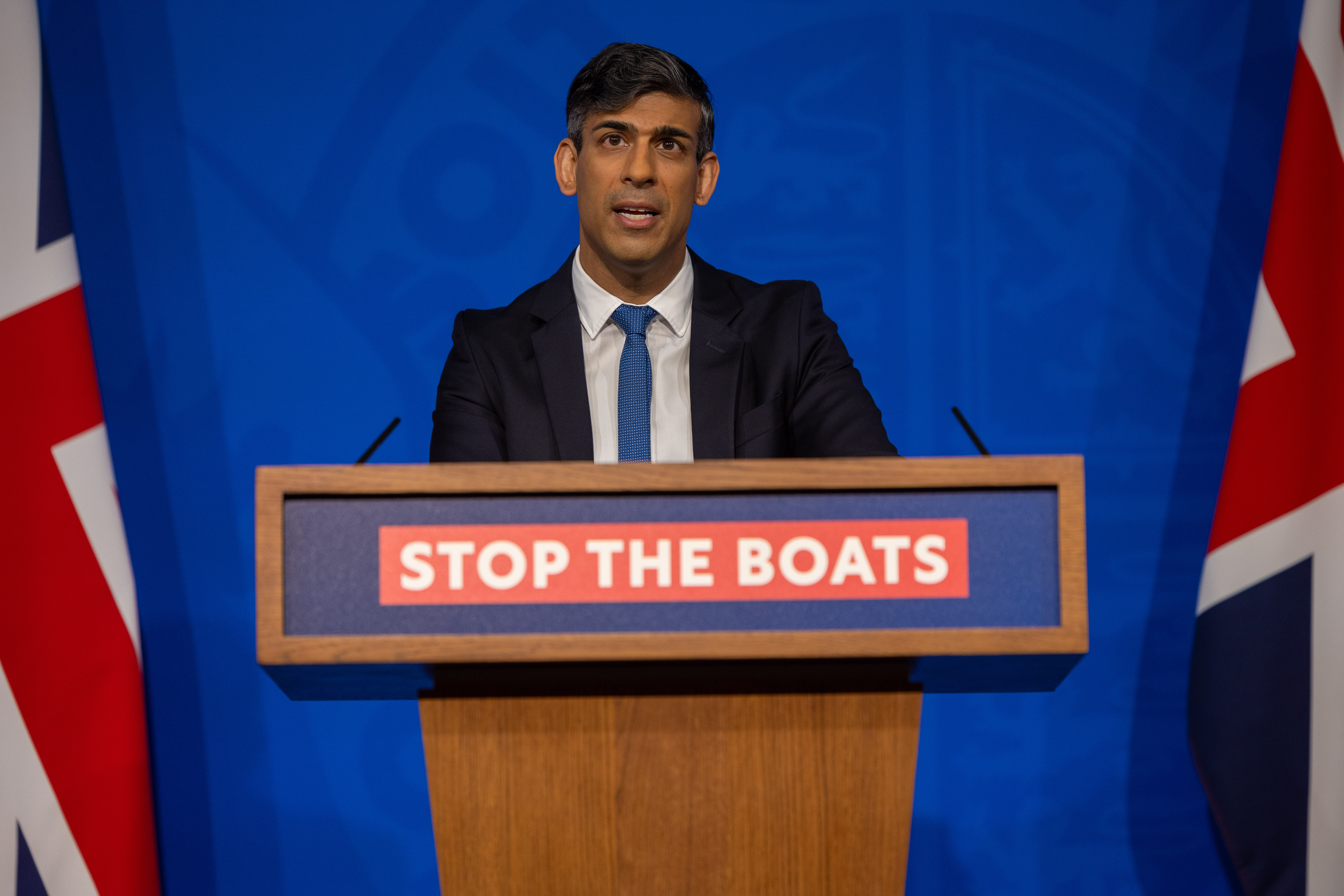
Storbritanniens premiärminister Rishi Sunak vid en presskonferens om Rwandas asylplan i april 2024, stående bakom en talarstol där det står "stoppa båtarna".

#### "Stoppa båtarna"
Muslimska asylsökande från länder som Indonesien, Iran och Sri Lanka och utestängdes av Australiens hårdaste immigrationspolitik omnämndes generellt i politiska rop som "människor som kommer med båt". Detta ledde till slogan "Stoppa båtarna", använd vid den australiska valkampanjen 2013. Hundvisslan som säger att "stoppa båtarna" har sedan spridit sig från Australien till Storbritannien, och användes som en slogan för invandringspolitiken av det konservativa partiet i Storbritannien under Rishi Sunaks ledning. Slagordet skanderades senare av antimuslimska demonstranter under upploppen i Storbritannien 2024.

### Demografiska konspirationsteorier i Indien
'Ghazwa-e-Hind' liknar folkutbytesteorin och hävdar en påstådd strategi från indiska muslimer att ersätta hinduerna som den dominerande religiösa demografiska gruppen i Indien. Teorin hävdar att muslimers fertilitetsnivåer och polygami leder till överbefolkning av muslimer, i syfte att underlätta en pakistansk annektering av Indien.
"Stor-Bangladesh" är en liknande konspirationsteori som används av hindunationalister i östra och nordöstra Indien, och påstår att det muslimska Bangladesh ämnar annektera angränsande indiska stater med icke-muslimsk majoritet genom att främja olaglig infiltration av bengaliska muslimer i dem, och därigenom förändra demografin i dessa områden. Denna teori har i sin tur lett till antibengaliska rörelser i nordöstra Indien och etniska konflikter.[källa behövs]

#### Kärleksjihad-konspirationsteori
"Kärleksjihad" är en islamofobisk hindunationalistisk konspirationsteori i Indien som främjas av högerextrema Hindutva-aktivister, och påstår att muslimska män låtsas älska hinduiska kvinnor för att få dem att konvertera till islam och få muslimska avkommor, och därigenom snedvrida demografin till islams fördel. Ibland är könen omvända och muslimska kvinnor anklagas för att ha fått hinduiska män att konvertera, med hänvisning till de historiska exemplen Kalapahad och Tansen.

## Andra konspirationsteorier

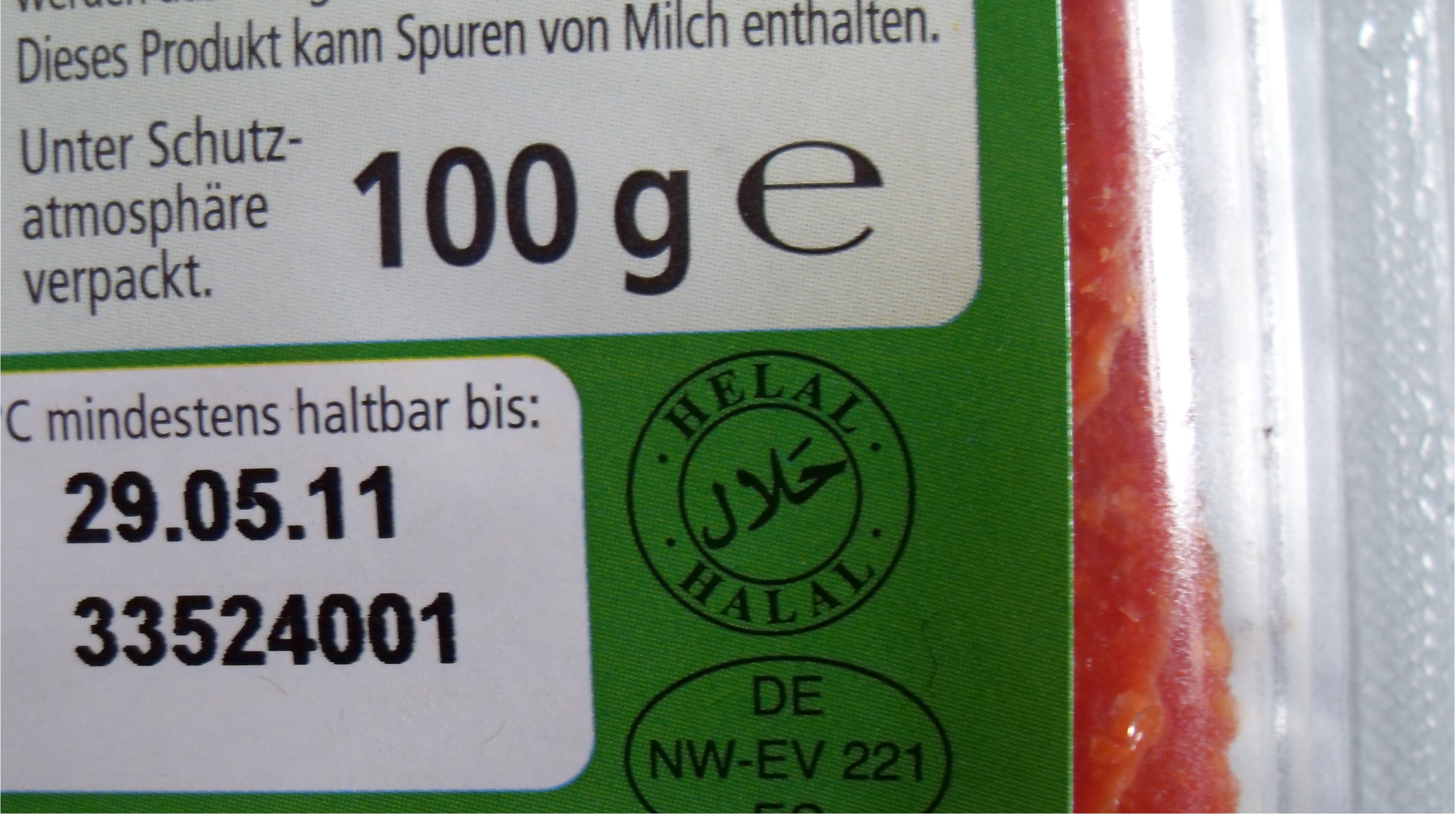
Halal-certifikatstämpel på ett tyskt salamipaket. Texten i logotypen lyder på arabiska: حَلال, romaniserat: Halal.

### Halal-konspirationsteorier
Halalkonspirationsteorier kretsar kring en rad islamofobiska konspirationsteorier och bluffar gällande halalcertifiering i produkter som mat, dryck och kosmetika. De påståenden som vanligtvis görs inkluderar att försäljning av halal-certifierade varor i butiker är en föregångare till terroriseringen eller införandet av sharialagar i ett icke-muslimskt land, eller att de avgifter som företag betalar för halalcertifiering finansierar islamisk terrorism. Man påstår också att halalslakt för kött är grym, ohygienisk eller utgör djuroffer. Spridningen av dessa påståenden har resulterat i bojkotter och trakasserikampanjer mot företag som säljer halal-certifierade produkter, framför allt i Australien och Indien, även om anti-halal bojkottrörelser också finns i Danmark, Frankrike, Kanada, Nya Zeeland, Storbritannien och USA.

### Pallywood
"Pallywood" (en portmanteau av "Palestina" och "Hollywood") är en desinformationskampanj som används för att falskeligen anklaga palestinier för att förfalska lidande och civila dödsfall under deras konflikt med Israel. Termen blev allmänt känd efter mordet på Muhammad al-Durrah år 2000 under den andra intifadan, vilket innebar ett ifrågasättande av sanningshalten hos fotografiska bevis. Israeliska experter har använt termen för att avfärda videor som visar israeliskt våld eller förnekande av palestinskt lidande. Under Gazakriget har det använts för att avfärda palestinskt lidande, såsom att påstå att döda palestinska spädbarn är falska dockor, och har av vissa författare beskrivits som en konspirationsteori. Termen har använts som ett propaganda- och desinformationsverktyg av israeliska regeringstjänstemän.

### Muslimsk samverkan med nazisterna
Benjamin Netanyahu, Israels premiärminister och ledare för Likudpartiet, har anklagats för Förintelserevisionism för sitt påstående att den palestinske stormuftin i Jerusalem, Haj Amin al-Husseini, gav Hitler idén till Den slutgiltiga lösningen. Orsaken till Förintelsen var europeisk antisemitism, inte yttre påverkan från Mellanöstern. New York Times (NYT) rapporterade att Netanyahu tog tillbaka uttalandena, men att han i processen "gick längre". NYT påpekade att han direkt motsade ett tal han höll tidigare samma månad. År 2022 uppstod en hetsig dispyt om visningen av ett foto av muftin och Hitler i Yad Vashem. Netanyahu och andra ledare för Likudpartiet har upprepade gånger jämfört palestinier med nazister för att rättfärdiga förebyggande användning av dödligt våld, ibland i massiv skala.

### Islamofobiska konspirationsteorier i Indien
Under covid-19-pandemin i Indien, i kölvattnet av att ett muslimskt evenemang i Delhi klassificerades som en superspridare av sjukdomen, spred det hinduiska partiet BJP:s IT-cell falska nyheter om att muslimska grönsaks- och fruktförsäljare bedrev biologisk terrorism. De hävdades sälja livsmedel förorenade med sin egen saliv eller andra kroppsvätskor i ett försök att avsiktligt sprida virusinfektionen bland hinduer. Denna anklagelse ledde till incidenter av polisens vaksamhet mot muslimska butiksägare i BJP-styrda Uttar Pradesh, påstått på order av dess chefsminister, den hårdföra hindutvaprästen Yogi Adityanath.
Under covid-19-pandemin förekom det några isolerade incidenter där muslimer nekades medicinsk hjälp av hinduisk sjukvårdspersonal i vissa BJP-styrda stater. Uppmaningar till bojkott av muslimska företag från hinduer på grund av deras påstådda illojalitet mot landet och påstådda tidigare uppmaningar från vissa muslimska präster att bojkotta hinduiska företag (liknande hur nazisternas bojkott av judiska företag infördes som svar på judisk bojkott av tyska varor) har också framförts av BJP-ledare på senare tid.
År 2022 anklagade BJP-ledaren och den assamiska chefsministern Himanta Biswa Sarma den muslimska minoriteten för "översvämningsjihad"; att orkestrera konstgjorda översvämningar i de låglänta områdena med hinduisk majoritet i Brahmaputradalen genom att avsiktligt påskynda avskogning och miljöförstöring i de omgivande bergen i Meghalaya, ungefär som en lagstiftare från Washington DC år 2018 anklagade familjen Rothschild för att ha orsakat kraftigt snöfall i området genom "klimatmanipulation".
År 2025 uppmanade den hinduiske gudmannen och entreprenören Baba Ramdev, medan han marknadsförde produkter från sitt varumärke, hinduer att bojkotta det populära sharbat- märket Rooh Afza (som ägs av en muslimsk entreprenörsfamilj) genom att sprida rykten om "sharbat jihad", och påstå att varumärkets muslimska ägare använder sina försäljningsintäkter för att undergräva hinduisk kultur genom att finansiera byggandet av moskéer och madrasor.
"Gaming jihad" och "mazhar jihad" är två andra islamofobiska begrepp myntade av den indiske pro-BJP-mediepersonen Sudhir Chaudhury, i syfte att förespråka social bojkott av muslimer. Den förstnämnda påstår att muslimer lockar hinduiska tonåringar av generation Z att konvertera till islam genom interaktioner som hålls på onlinespelplattformar som Twitch och Discord. Det senare påstås att muslimer gradvis tar över offentlig egendom och mark som ägs av hinduer genom olagliga intrång och senare omvandlar platsen till mausoleer.

## Muslimer som våldsamma personer
Stereotypen att muslimer är i grunden våldsamma eller benägna att gripas av terrorism är en vanlig islamofobisk trop som ofta används för att rättfärdiga diskriminering, övervakning och restriktiv politik mot muslimska samfund. Denna övertygelse förstärks ofta genom selektiv rapportering, mediebias och dekontextualiserade tolkningar av islamiska texter. Tropen hänvisar till jihad och framställer falskeligen islam som en unikt våldsam religion, trots historiskt och samtida våld som begåtts av individer med olika religiösa och ideologiska bakgrunder.
Studier har visat att terroristattacker som begås av muslimer får betydligt mer mediebevakning än de som begås av icke-muslimer, vilket bidrar till uppfattningen att islam är unikt kopplat till våld. Politiska ledare har också spelat en roll i att sprida denna berättelse, med personer som den tidigare amerikanske presidenten Donald Trump som förespråkat ett muslimskt inreseförbud genom att hänvisa till terrorismoro, trots att majoriteten av terroristattackerna i USA utförs av högerextremister.
Denna trop har rättfärdigat ökad övervakning och profilering av muslimska samfund. NYPD :s övervakningsprogram efter 11 september-attackerna riktade sig specifikt mot muslimer och övervakade moskéer, muslimskägda företag och studentgrupper utan bevis för kriminell verksamhet.
Denna trop har använts för att rättfärdiga diskriminerande politik riktad mot muslimer världen över. I Indien framställer hindunationalistisk retorik ofta muslimer som våldsamma "inkräktare", vilket underblåser religiösa upplopp och lynchningar av muslimer som anklagas för att äta nötkött eller delta i "kärleksjihad" (en konspirationsteori om att muslimska män försöker omvända hinduiska kvinnor genom äktenskap). I Kina har den kinesiska regeringen rättfärdigat interneringen av över en miljon uiguriska muslimer i så kallade "omskolningsläger" genom att stämpla dem som säkerhetshot och extremister.

### Våld mot barn
Berättelser om muslimer som dödar barn får ofta oproportionerligt mycket medieuppmärksamhet i icke-muslimska länder. Vissa är verkliga händelser som får oproportionerligt mycket uppmärksamhet, men andra har bevisats vara fullständiga påhitt eller inte begångna av muslimer. Liksom motsvarande antisemitiska trop har berättelserna använts för att uppvigla till våld mot muslimer. Till exempel under upploppen i Storbritannien 2024, från juli till 5 augusti 2024, inträffade högerextrema, anti-invandringsprotester och upplopp i England och Nordirland, inom Storbritannien. Detta följde på en massknivgång av flickor på en dansfest i Southport den 29 juli där tre barn dödades. Upploppen underblåstes av falska påståenden som spreds av högerextrema grupper om att gärningsmannen var muslim och asylsökande, utöver bredare islamofobiska, rasistiska och invandringsfientliga känslor som hade vuxit fram inför protesterna. Oroligheterna omfattade rasistiska attacker, mordbrand och plundring och var den största incidenten av social oro i England sedan 2011.
Ibland innefattar vedergällningarna våld mot barn i mycket större skala än den/de anstiftande händelsen/incidenterna. Israeliska soldater, israeliska styrkor och den israeliska räddningsorganisationen ZAKA sade på den fransk-israeliska TV-kanalen i24news att de hade sett kropparna av halshuggna spädbarn på platsen för massakern i Kfar Aza. Detta påstående upprepades separat av USA:s president Biden, som uppgav att han "hade sett fotografiska bevis på att terrorister halshuggit barn". NBC News kallade rapporter om "40 halshuggna spädbarn" obekräftade anklagelser och tillade att de verkade "komma från israeliska soldater och personer med koppling till Israels försvarsmakt" och att "en israelisk tjänsteman berättade för CNN att regeringen inte hade bekräftat påståenden om halshuggningarna". Anklagelsen "härstammade huvudsakligen från ett viralt israeliskt nyhetsklipp" och de huvudsakliga X/ Twitter-kontona som spred påståendena var i24NEWS och Israels officiella konto, trots att den israeliska försvarstalespersonen Doron Spielman berättade för NBC News att han inte kunde bekräfta i24NEWS rapport. I ett tal till Republikanska judiska koalitionen den 28 oktober hävdade Eli Beer, grundare av den israeliska frivilliggruppen United Hatzalah, att Hamas hade bränt ett spädbarn levande i en ugn, och många journalister delade påståendet i tweets som setts över 10 miljoner gånger. Israeliska journalister och polis fann inga bevis för påståendet, och en representant för ZAKA, en räddningsorganisation, sa att påståendet var "falskt". Den 4 december 2023 rapporterade Haaretz om israeliska påståenden om halshuggna spädbarn och uppgav att dessa "obekräftade berättelser [hade] spridits av israeliska sök- och räddningsgrupper, arméofficerare och till och med Sara Netanyahu ".

## Troper om martyrdöden i islam

### Shaheed / Shahid (martyr)
En av de vanligaste islamofobiska troperna är förvrängningen av det islamiska begreppet martyrskap. Ordet "Shaheed" (Arabiska: شهيد) eller "Shahid" (Persiska: شهید) har antagits i vissa varianter av engelskan från det arabiska ordet för martyr. Bland muslimer och i vissa andra kulturer har ordet en liknande eller bredare betydelse. 
Men på vissa platser där muslimer och icke-muslimer är i konflikt har ord som härrör från det arabiska ordet "shaheed" fått starka negativa betydelser eller blivit en islamofobisk förolämpning. Ordet "Shahid" har nyligen antagits i modern hebreiska och israelisk engelska (Hebreiska שהיד, romaniserat: Shahid), som ett lånord från palestinsk arabiska) och enligt Haaretz har ordet "Shahid" blivit "synonymt" med "terrorist" bland hebreiska talare i Israel. Ordet förekommer även på ryska, med liknande konnotationer, särskilt när det tillämpas på tjetjenska kvinnor som har deltagit i självmordsbombningar eller gisslantaganden under Tjetjenienkonflikten.

### 72 jungfrur
Det finns en vanlig uppfattning – i västländer och Israel – att muslimska män är entusiastiska över att dö i strid eftersom de tror att de kommer att belönas med "72 oskulder" i himlen. Detta används ofta för att förklara självmordsattacker och avfärda andra möjliga motiv baserade på politik eller personliga omständigheter. Denna utbredda meme härstammar från en hänvisning till himmelska änglar i islamiska skildringar av himlen, närmare bestämt en ganska obskyr hadith som beskriver dem som mörkögda jungfrubrudar som väntar på islamiska martyrer i himlen. Men trots att det är en mycket vanlig islamofobisk trop, och framträdande inom anti-arabisk rasism, förekommer berättelsen om "72 jungfrur", ibland identifierad som Houris, inte i Koranen, och den är mestadels en myt om en myt. Koranen på arabiska anses av fromma muslimer vara Guds direkta ord, medan haditherna är kompletterande texter av mindre värde. Det är citat från profeten Muhammed som ofta anses vara otillförlitliga. Forskare försöker bedöma deras tillförlitlighet genom berättarkedjan (vem berättade vem som profeten sa), och många drar slutsatsen att berättelsen som ger alla män sjuttiotvå hustrur har en svag berättarkedja.

#### Sjuttiotvå jungfrur (roman av Boris Johnson från 2004)
Sjuttiotvå jungfrur var titeln på en roman av den brittiske politikern Boris Johnson från det konservativa partiet. Pink News beskrev romanen som innehållande "rasistiska, misogyna, homofobiska" referenser, som att beskriva araber med "kroknäsor" och "sneda ögon".

#### 72 Hoorain (hinifilm från juli 2023)
I juni 2023, som svar på lanseringen av den hindi-språkiga filmen 72 Hoorain, släppte den Chicago-baserade muslimske forskaren Yasir Nadeem al Wajidi en video på Twitter där han tog upp missuppfattningar om muslimer och terrorism. Han ifrågasatte uppfattningen att global terrorism drivs av löftet om "72 Hoorain" och betonade att sådana incidenter bara utgör en liten del av det globala våldet. Han menade att medan extremistgrupper som ISIS och al-Qaida universellt fördöms av muslimer som terrorister, stämplas andra våldsamma mobbar, särskilt de som riktar sig mot muslimer, ofta inte som terrorister.

#### 72 Virgins – Ocensurerad (Telegram-kanal 2023)
Den mest anmärkningsvärda användningen av 72 virgins-tropen var Israels försvarsmakts (IDF) psykologiska krigföringsenhets hebreiska språkiga Telegram-kanal med namnet "72 Virgins – Uncensored". Kanalen delade grafiska bilder och videor av palestinier tagna i Gazaremsan. Telegram-kanalen, som drevs av den israeliska militära psykologiska krigföringsavdelningen från och med den 9 oktober 2023, delade grafiska bilder och videor av palestinier tagna i Gaza. Namnet är en referens till den islamofobiska klichén om muslimska stridande som främst motiveras av belöningar i livet efter detta, inklusive de "72 jungfrurna" i himlen. Kanalen presenterade sig ursprungligen som oberoende, men på grund av sin privilegierade tillgång till videor och bilder tagna av soldater upptäcktes den att den drevs av IDF:s avdelning för psykologisk krigföring. Kanalen stängdes ner för att den opererade mot policyn genom att rikta in sig på israeler, där enhetens vanliga roll var att rikta in sig på fiendens och annan internationell publik. The Wire beskrev kanalen som "rasistisk" för att den använde språkbruk som "Kackerlackor som ska utrotas".
En tidigare kanal som presenterade sig som oberoende visade sig också vara kopplad till IDF. År 2021 avslöjade den israeliska tidningen Haaretz att "Abu Ali Express", en populär nyhetssida på Telegram och Twitter som påstås vara tillägnad "arabiska angelägenheter", i själva verket drevs av en judisk-israelisk betald konsult till Israels försvarsmakt (IDF).

### Oenigheter inom forskning om terrorismbekämpning
Assaf Moghadam och några andra forskare säger att palestinier som är villiga att dö i attacker mot israeler motiveras av löftet om belöningar i livet efter detta, vilket beskrivs i islamiska läror och olika hadither. Dessa belöningar inkluderar syndernas förlåtelse, skydd från helvetet, en härlighetens krona, äktenskap med sjuttiotvå jungfrur (houris) och möjligheten att utvidga dessa privilegier till sjuttio släktingar. Dessa löften skapar ett starkt incitament för individer att begå martyrdöden, och ser det som ett sätt att byta sina begränsade jordiska ägodelar mot de lyxiga belöningar som utlovas i paradiset. Rapporter visar att många är övertygade om dessa belöningar, vilket avsevärt påverkar deras villighet att begå martyrdöden. Det rapporteras att det har förekommit minst ett fall där en självmordsbombare vidtagit åtgärder, som att linda toalettpapper runt sina könsorgan, för att bevara sin möjlighet att njuta av dessa belöningar. Palestinska medier har framställt martyrdöden som ett äktenskap med oskulder, vilket ytterligare förstärker denna förväntan.
Enligt vissa forskare är berättelsen om de 72 jungfrur som utlovades till självmordsbombare i paradiset en myt utan grund i islam, och det är en islamofobisk trope. Majoriteten av palestinska självmordsbombare är utbildade och drivna inte av ekonomisk förtvivlan. Dessutom avvisar jihadistledare själva kandidater som söker självuppoffring för belöningar som oskulder, eftersom dessa individer anses olämpliga för sådana uppdrag. Istället väljs självmordsbombare vanligtvis ut för sitt ideologiska engagemang, tålamod och planeringsförmåga. Tropen med de 72 jungfrurna är inte relevant för palestinskt religiöst liv, och har istället ofta vidmakthållits av västerländsk media. Muslimska lärda betonar att det inte är en del av islamisk lära.
Statsvetaren Robert Pape uppgav i en studie av över 2 200 självmordsattacker utförda under en 30-årsperiod att 95 % av dessa attacker inte hade något att göra med löften om 72 jungfrur eller himmelska belöningar. Istället var de ett svar på utländsk ockupation; 90 % av attackerna var antiamerikanska och inträffade i regioner under amerikansk ockupation. Studien noterade också en dramatisk minskning av självmordsbombningar i Israel efter att landet drog sig tillbaka från Gaza och delar av Västbanken. Pape menade att självmordsbombningar främst drivs av kulturella klyftor och misslyckandet med andra former av motstånd, där självmordsbombningar framträder som en sista utväg.

## Muslimer ljuger för icke-muslimer
Taqiyya-tropen är en utbredd islamofobisk förvrängning som falskeligen påstår att muslimer har en religiös skyldighet att bedra icke-muslimer. Denna konspirationsteori används ofta för att argumentera för att muslimer inte kan litas på, särskilt i politiska, juridiska och säkerhetsmässiga sammanhang. Tropen har spridits i stor utsträckning av högerextrema personer, antimuslimska aktivister och vissa politiska ledare för att rättfärdiga diskriminering av muslimer och motstånd mot deras deltagande i det offentliga livet.
Det islamiska konceptet taqiyya härstammar från tidig islamisk historia och hänvisar till en religiös dispens som tillåter muslimer att dölja sin tro när de står inför extrem förföljelse eller dödsfara. Historiskt sett praktiserades det främst av shiamuslimer i situationer där det att avslöja sin religiösa övertygelse kunde leda till död eller förtryck. Trots sin begränsade historiska tillämpning har islamofobisk diskurs förvrängt taqiyya till en generell anklagelse om att alla muslimer är tillåtna – eller till och med skyldiga – att ljuga för icke-muslimer för strategisk fördel.
Taqiyya-tropen har använts som ett vapen i den politiska diskursen, särskilt i västländer, för att ifrågasätta uppriktigheten hos muslimska politiker, aktivister och samhällsledare. Detta påstående har använts för att rättfärdiga exkluderande politik och allmän misstänksamhet mot muslimer i politiken, inklusive motstånd mot utnämningen av muslimska offentliga tjänstemän i USA och Europa.
Tropen har också fått stor spridning på sociala medier och högerextrema webbplatser, där den används för att avfärda fredliga eller försonande uttalanden från muslimska individer som vilseledande. Islamofobiska grupper som Britain First, ACT for America och den identitära rörelsen har förespråkat taqiyya som bevis på att muslimer utkämpar ett "smygande jihad" för att infiltrera västerländska institutioner.
Tron på taqiyya tropen har gett näring åt hatbrott och våld från medborgarrättsliga myndigheter mot muslimer. År 2015 citerade en antimuslimsk extremist i USA taqiyya som ett rättfärdigande för att trakassera muslimska butiksägare och hävdade att de "ljög om att vara fredliga". År 2017 spred högerextrema grupper i Tyskland det falska påståendet att muslimska flyktingar använde taqiyya för att dölja sina verkliga extremistiska övertygelser, vilket ledde till ökade attacker mot asylsökande.

## Islam förtrycker kvinnor

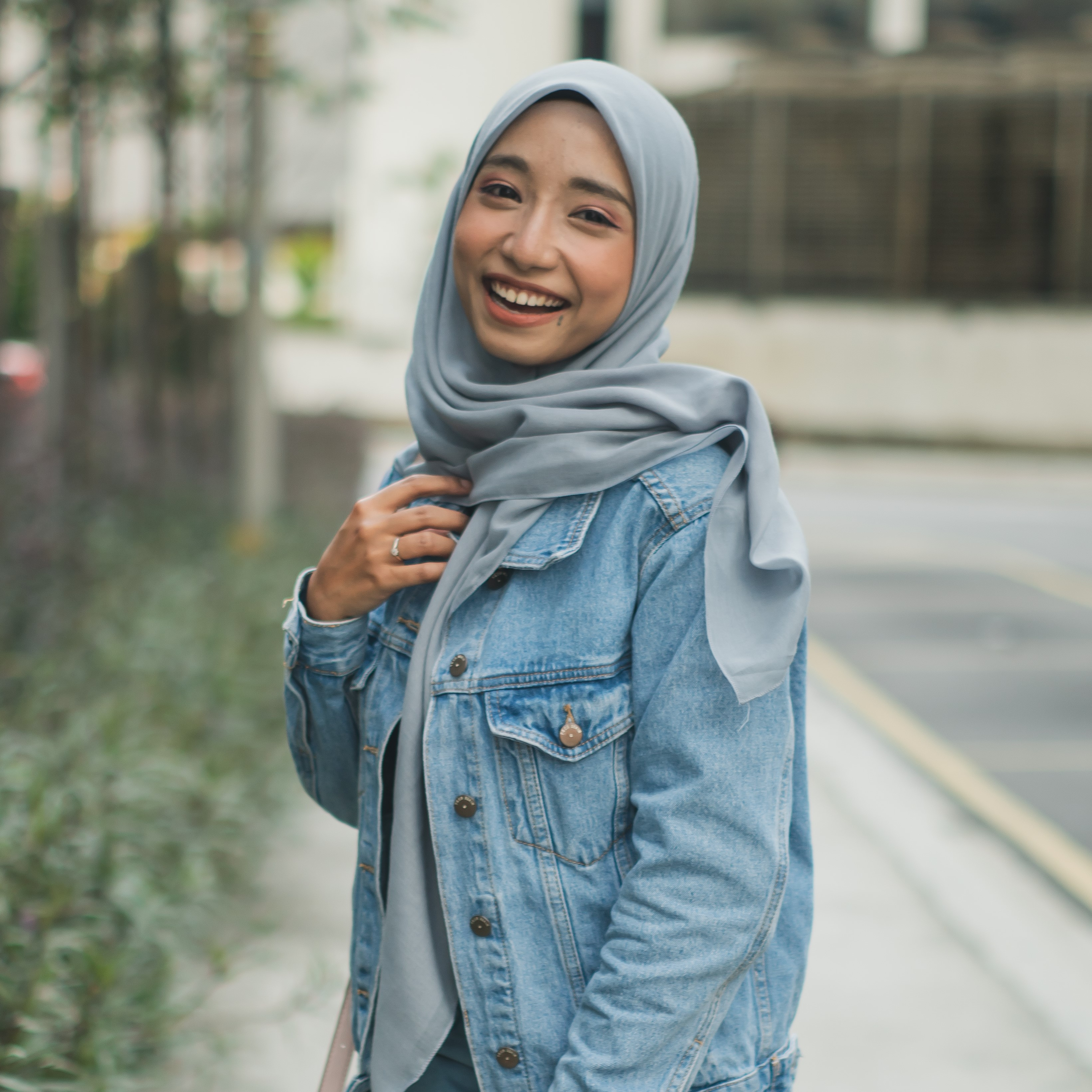
en muslimsk kvinna från Malaysia som bär hijab.

Tropen "islam förtrycker kvinnor" är en utbredd islamofobisk stereotyp som framställer muslimska kvinnor som universellt underkuvade och förtryckta av islamiska läror och muslimska män. Denna berättelse används ofta för att rättfärdiga diskriminerande politik, utländska interventioner och antimuslimska känslor, och ignorerar ofta muslimska kvinnors olika erfarenheter och kolonialismens, geopolitikens och socioekonomiska faktorers roll i att forma könsdynamiken i samhällen med muslimsk majoritet.
Tropen har historiska rötter i den orientalistiska diskursen, där europeiska kolonialmakter framställde muslimska samhällen som i sig patriarkala för att rättfärdiga intervention och kontroll. Under 1800-talet och början av 1900-talet använde europeiska kolonialmyndigheter berättelsen om att "rädda" muslimska kvinnor från förtryck för att rationalisera imperial expansion i Nordafrika, Mellanöstern och Sydasien. Denna retorik har fortsatt in i modern tid, där västerländska politiska ledare ofta åberopar det förmodade förtrycket av muslimska kvinnor för att rättfärdiga politik som sträcker sig från invandringsförbud till militära interventioner.
En viktig aspekt av denna felaktiga framställning är framställningen av islamisk klädsel, särskilt hijab, chador, niqab eller burka, som symboler för påtvingad underkastelse. Medan vissa muslimska kvinnor utsätts för tvång i specifika sammanhang, väljer många andra att fritt bära dessa plagg av kulturella, religiösa eller personliga skäl. Antagandet att alla muslimska kvinnor som täcker sig är förtryckta bortser från deras handlingsfrihet och ignorerar det faktum att blygsam klädsel existerar i många religiösa traditioner, inklusive kristendom och judendom.
Västerländska medier tenderar att lyfta fram fall av könsrelaterat våld i muslimska majoritetssamhällen i oproportionerlig utsträckning, samtidigt som liknande problem i icke-muslimska kontexter ofta tonas ner. Hedersmord, tvångsäktenskap och våld i nära relationer framställs ofta som inneboende i islam, trots att religionen uttryckligen förbjuder dessa handlingar och att sådana övergrepp förekommer inom många olika kulturer och trosuppfattningar världen över.
Tropen har lett till politik som påstås diskriminera muslimska kvinnor. I Frankrike, Belgien och Schweiz begränsar förbud mot heltäckande ansiktsskydd (såsom burka, exklusive hijab) muslimska kvinnors autonomi. I Indien har den hindunationalistiska retoriken från det regerande Bharatiya Janata-partiet riktat in sig på muslimska personlagar och framställt dem som förtryckande för muslimska kvinnor för att rättfärdiga sin politik som muslimer ser som statlig inblandning i religiösa angelägenheter, som att förbjuda trippel talaq, ändra lagar relaterade till waqf för att tillåta andra personer än muslimska män att förvalta waqf-egendomar och avskaffa separata personlagar för muslimer för att implementera en enhetlig civilrättslig kod samtidigt som diskriminerande politik riktas mot muslimska befolkningsgrupper, såsom 2019 års lag om ändring av medborgarskap.
I västländer drabbas muslimska kvinnor som bär hijab oproportionerligt ofta av hatbrott. Forskning från USA, Storbritannien och Kanada visar att synligt muslimska kvinnor i högre grad än muslimska män utsätts för trakasserier och våld. Föreställningen om att muslimska kvinnor behöver 'befrias' har också bidragit till islamofobisk diskriminering inom arbetslivet och utbildningssystemet, där kvinnor nekats anställning, skolgång eller tillgång till offentliga tjänster på grund av sin klädsel.
Högerextrema grupper och antimuslimska aktivister använder ofta denna trope som vapen för att driva fram anti-invandrings- och antimuslimsk politik. I Europa och Nordamerika har nationalistiska rörelser framställt muslimska män som ett hot mot kvinnors säkerhet. Denna berättelse fick gehör efter den europeiska migrantkrisen 2015 och de sexuella övergreppen i Köln, då högerextrema grupper överdrev eller fabricerade berättelser om muslimska migranter som sexuellt övergreppade europeiska kvinnor för att rättfärdiga en restriktiv invandringspolitik.

## Muslimers homofobi och transfobi

### Europeisk extremhöger
Marine Le Pen, ordförande för det franska högerextrema politiska partiet Rally National en France, fick stöd från HBTQ-grupper i presidentvalet, trots att Jean-Marie Le Pen, hennes far och partiets grundare, en gång fördömde homosexualitet som "en biologisk och social anomali". Efter nattklubbsskjutningen i Orlando förklarade Marine Le Pen "hur mycket homosexualitet attackeras i länder som lever under islamistiska stövlar". Inför dessa hot och med "sympati" från Le Pen började vissa HBTQ-väljare förespråka det högerextrema partiet, där en anhängare uppgav att "de kommer att bli de första offren för dessa barbarer, och bara Marine föreslår radikala lösningar".

### Pinkwashing
Israels diplomati, och i vissa fall dess inhemska propaganda, använder anklagelser om utbredd homofobi bland palestinska muslimer i syfte att avskräcka progressiva från att uttrycka sympati för dem. Samtidigt är många av de mest fientligt inställda israelerna mot palestinier själva djupt religiösa och ofta förknippade med en starkt homofobisk ideologi. Såsom minister för nationell säkerhet Itamar Ben-Gvir, finansminister, det HBTQ-fientliga politiska partiet Noam och Lehava- rörelsen som motsätter sig både homosexuella relationer och relationer mellan religioner. År 2017 protesterade Lehava mot gay pride-paraden i Jerusalem. Före demonstrationen 2018 kallade Gopstein HBTQ-aktivister för "terrorister" och uppmanade anhängare att motdemonstrera med banderoller med texten "Jerusalem är inte Sodom". Fyra Lehava-anhängare arresterades under paraden. År 2020 uppmanade Lehava sina anhängare att infiltrera paraden.

#### Eretz NehederetQueers for Palestine sketch
Den 5 november 2023 sändes en sketch som hånade progressivismen på amerikanska universitetscampus i "Eretz Nehederet". Sketchen skildrade stereotyper om två queera aktivister från rörelsen Queers for Palestine, som i ett stödjande samtal med en Hamasmilitant. Militanten talar öppet om att han vill döda judar och HBTQ-personer och säger "vi kommer att kasta er från taket, era homosexuella skräp!", medan aktivisterna fortsätter att berömma och stödja honom. Den 5 november 2023 sände "Eretz Nehederet" en sketch som hånade "woke "-kulturen på universitetsområden i USA och hävdade att de stöder Hamas-militanter. Sketchen visade två queera aktivister, från rörelsen "Queers for Palestine" vid Columbia University, framställda på ett förnedrande och stereotypt sätt, där de stöttande pratar med en Hamasmilitant, som öppet talar om sin önskan att mörda judar och HBTQ-personer. Militanten säger: ”Vi kastar dig från taket, din homosexuella skräpman!” men de stereotypa karaktärerna fortsätter att berömma honom och erbjuda honom materiellt stöd. Detta hänvisar till en specifik desinformation som använts av Israels anhängare ett flertal gånger på andra ställen. Andra fall av denna desinformationstaktik använde bilder av ISIS i Mosul, men framställde det felaktigt som en bild av Hamas i Gaza, som påstås ha kastat ut homosexuella personer från en byggnad. Det har förekommit riktiga offentliga avrättningar i Gaza, men bara för mord och förräderi, och avrättningarna utförs genom hängning eller arkebusering. Människorättsaktivister i Gaza motsätter sig mycket aktivt dödsstraffet. I en annan sketch visas "Greta Tunberry" (en parodi på Greta Thunberg) med vänner som viftar med skyltar till stöd för Hamas – HBTQ och judar, och en "smurf" som visar en skylt där det står "stöder Gargamel". Gargamel är en antisemitisk karikatyr och är smurfarnas huvudfiende i tecknade serier.

### Hyperboler och felaktiga tillskrivningar om våld
Några av de största våldsutbrotten mot HBTQ-personer har inträffat i västländer. Inklusive våld från självrättfärdiga poliser som Sydney Cliff Murders, där nästan 90 män kastades från klippor i Sydney, Australien. På den mest extrema nivån, fängslandandet och dödandet av homosexuella män av Nazityskland. Dessa presenteras inte som typiska för västerländsk kultur eller orsakade av den. Men om våldet begås av muslimska regeringar eller vigilanter skylls det ofta på den specifika kulturen. Isolerade händelser framställs felaktigt som rutinmässiga, och handlingar av extremister i utkanten av samhället tillskrivs betydligt mindre extrema grupper.

#### Anklagelser mot palestinier
Hamas väpnade gren, Al-Qassam-brigaderna, har på ett trovärdigt sätt anklagats för flera krigsförbrytelser, däribland utomrättsliga avrättningar. Samtidigt har många berättelser om sådana avrättningar i Gazaremsan visat sig vara förenklade, överdrivna, snedvridna eller helt och hållet påhittade. Till exempel, under Gazakriget cirkulerade en video som beskrevs som "Hamas avrättar människor genom att kasta dem från ett tak på en byggnad!" på sociala medier, men videon var från 2015 och inte från Palestina. En rapport från Al Arabiya från juli 2015 innehöll identiska bilder och uppgav att de ursprungligen delades av ISIS, och visade avrättningen av fyra homosexuella män i Fallujah, Irak. Sexuellt beteende av samma kön är inte officiellt eller typiskt sett ett brott med dödlig utgång i Gazaremsan. De enda brott som rutinmässigt drar med sig dödsstraff är förräderi och mord. Inga lagar som för närvarande gäller på det ockuperade palestinska territoriet förbjuder direkt sex mellan samtyckande vuxna kvinnor. Men det finns skillnader mellan regeringarna på Gazaremsan och Västbanken när det gäller den rättsliga statusen för sex mellan samtyckande vuxna män. Lagarna mot homosexuellt beteende mellan män i Palestina som för närvarande gäller på Gazaremsan är en kvarleva från det brittiska kolonialstyret i Palestina. Det råder viss oklarhet och debatt om huruvida homosexualitet avkriminaliserades 1858, under den osmanska perioden som föregick den brittiska. De brittiska koloniallagarna som har gällt i Gazaremsan anger ett maximalt straff på 10 eller 14 års fängelse. Det finns väldigt få bevis för att dessa lagar faktiskt tillämpas i Gaza. Vissa tolkningar av lagarna säger att det inte alls förbjuder samtyckande homosexuellt sex mellan vuxna. År 2018, Anis. F. Kassim (chefredaktör för Palestinian Yearbook of International Law) sade att palestinsk lag (även i Gaza) skulle kunna tolkas som att den tillåter icke-kommersiellt sex mellan samtyckande vuxna män.

## I populärkulturen

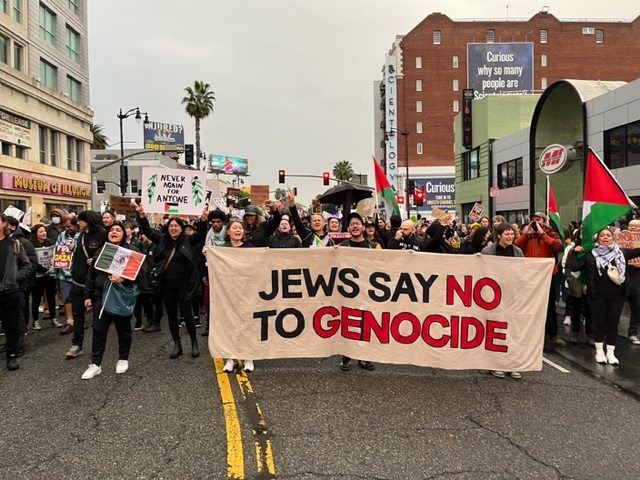
Pro-palestinsk protest i Los Angeles mot Gazakriget och Hollywoods roll i avhumaniseringen av muslimer, november 2023.

### Film

#### Hollywood
"Under 1900-talet har muslimska karaktärer i Hollywoodfilmer ofta framställts i negativ dager, genom användning av orientalistiska stereotyper och skildringar där de framstår som 'ociviliserade'. Utöver dessa återkommande troper har bilden av muslimer som ett säkerhetshot mot väst intensifierats markant i filmer efter den 11 september.

#### Bollywood
Det finns växande fall av islamofobi inom hindi-film, eller Bollywood, i filmer som Aamir (2008), New York (2009), Tanhaji (2020), The Kashmir Files (2022), The Kerala Story (2023) och Chhava (2025), vilket motsvarar en växande antimuslimsk stämning som följde på den hinduiska högerns återuppgång på grund av BJP:s maktövertagande 2014.

### TV
"Eretz Nehederet är ett israeliskt TV-program som återger islamofobiska stereotyper för att driva med palestinier. Programmet använder även homofoba och misogyna troper för att förlöjliga västerländska progressiva som kritiserar Israels agerande mot palestinier. Se även: 'Queers for Palestine-sketch' (ovan).

### Romaner
Seventy-Two Virgins – komisk politisk roman av Boris Johnson från 2004 (se ovan).